# Excavarus annulipes
Excavarus annulipes là một loài tò vò trong họ Ichneumonidae.